# Malmö Beach Night Party
Malmö Beach Night Party är en maxisingel med Slagsmålsklubben som släpptes den 7 mars 2007 av EMI.

## Låtförteckning
1. Malmö Beach Night Party
2. Lär Henrik fel
3. När jag låg i solen